# Peniocereus fosterianus
Peniocereus fosterianus là một loài thực vật có hoa trong họ Cactaceae. Loài này được Cutak mô tả khoa học đầu tiên năm 1945.